# Filipówka (Kętrzyn)
Filipówka (deutsch Philippsdorf) ist ein Ort in der polnischen Woiwodschaft Ermland-Masuren. Er gehört zur Gmina Kętrzyn (Landgemeinde Rastenburg) im Powiat Kętrzyński (Kreis Rastenburg).

## Geographische Lage
Filipówka liegt in der nördlichen Mitte der Woiwodschaft Ermland-Masuren, fünf Kilometer westlich der Stadt Kętrzyn (deutsch Rastenburg).

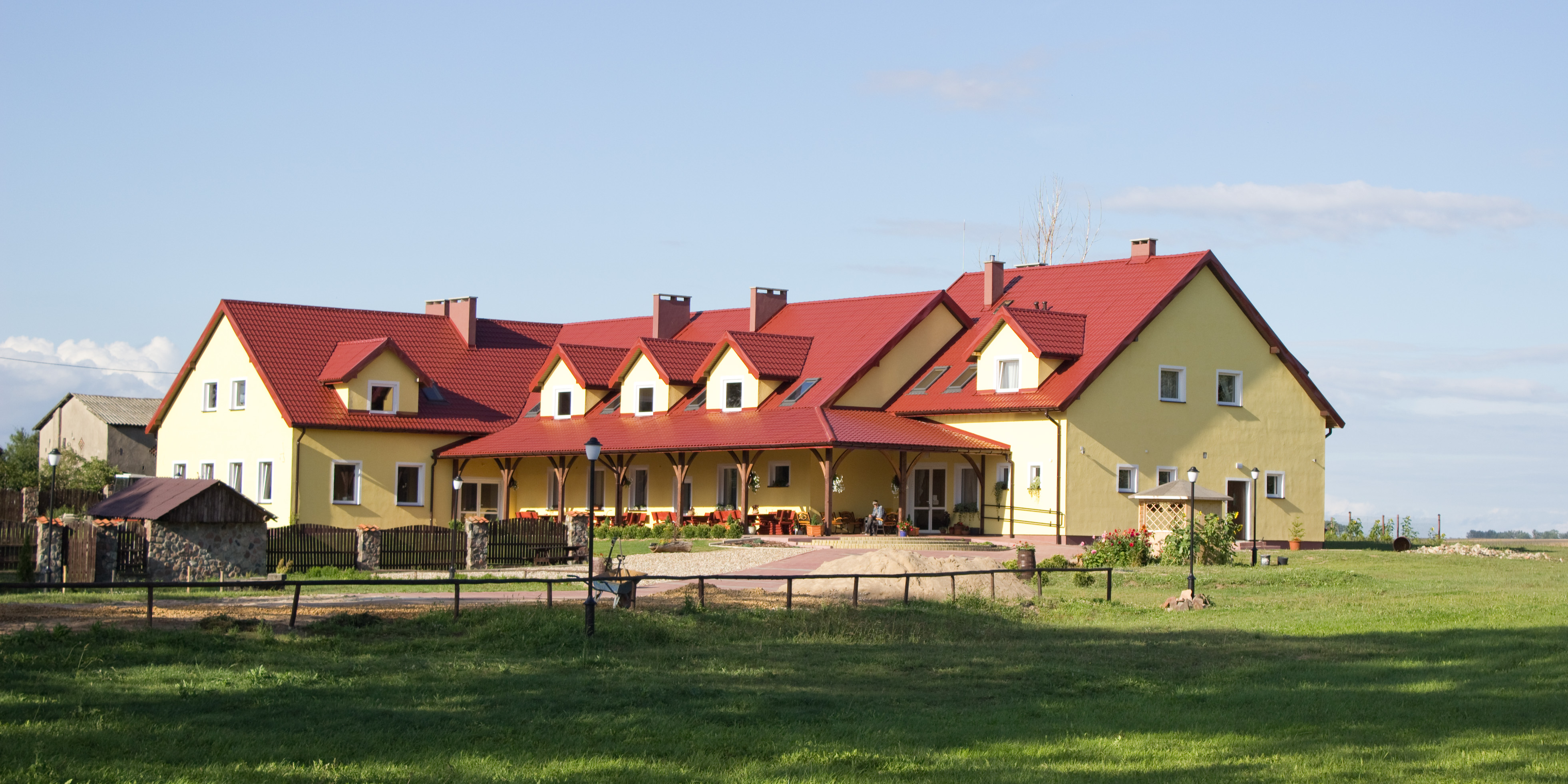
Ehemaliges Gutshaus Philippsdorf in Filipówka

## Geschichte
Das vor 1785 Philipsdorf genannte Gutsdorf wurde 1785 als adliges Gut mit fünf Feuerstellen bezeichnet, 1820 als adliges Vorwerk mit acht Feuerstellen bei 80 Einwohnern.
Im Jahre 1874 wurde der Gutsbezirk Philippsdorf in den neu gebildeten Amtsbezirk Weitzdorf (polnisch Grabno) im ostpreußischen Kreis Rastenburg eingegliedert. Die Zahl der Einwohner Philippsdorfs belief sich sowohl 1885 als auch 1910 auf 133.
Am 30. September 1928 kam es zum Zusammenschluss der Landgemeinde Groß Neuhof (polnisch Biedaszki) und der Gutsbezirke Drachenstein (polnisch Smokowo) zur neuen Landgemeinde Groß Neuhof im Amtsbezirk Weitzdorf, der am 22. Juni 1929 in „Amtsbezirk Groß Neuhof“ umbenannt wurde.
Im Zuge der Abtretung des gesamten südlichen Ostpreußens in Kriegsfolge 1945 an Polen erhielt Philippsdorf die polnische Namensform „Filipówka“. Der Ort ist heute in die Landgemeinde Kętrzyn (Rastenburg) im Powiat Kętrzyński (Kreis Rastenburg) eingegliedert, von 1975 bis 1998 der Woiwodschaft Olsztyn, seither der Woiwodschaft Ermland-Masuren zugehörig.

## Kirche
Bis 1945 war Philippsdorf in die evangelische Pfarrkirche Rastenburg in der Kirchenprovinz Ostpreußen der Kirche der Altpreußischen Union, außerdem in die römisch-katholische Kirche St. Katharinen in Rastenburg, Bistum Ermland, eingepfarrt. Heute gehört Filipówka katholischerseits weiterhin zur Stadt Kętrzyn, jetzt im Erzbistum Ermland gelegen, evangelischerseits zur Johanneskirche Kętrzyn in der Diözese Masuren der Evangelisch-Augsburgischen Kirche in Polen.

## Verkehr

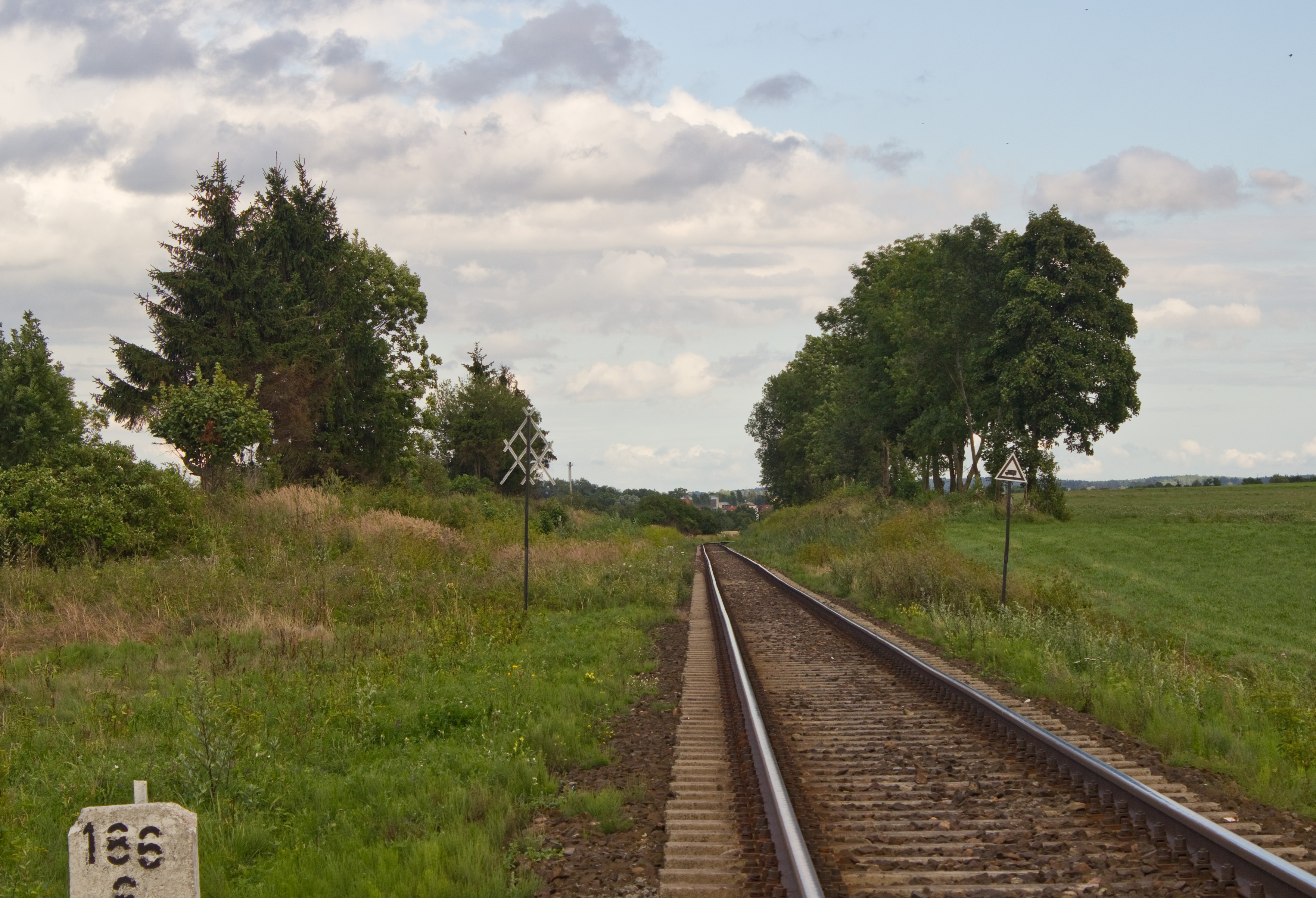
Bahnstrecke Głomno–Białystok im Norden von Filipówka

Filipówka liegt an einer Nebenstraße, die bei Biedaszki (Groß Neuhof) von der Woiwodschaftsstraße 594 abzweigt und über Linkowo (Schrengen) bis nach Starynia (Groß Altendorf) führt.
Die nächste Bahnstation ist Nowy Młyn (Neumühl) an der PKP -Linie 38 (Głomno–) Korsze–Białystok.